# Sericoides pallida
Sericoides pallida är en skalbaggsart som beskrevs av Germain 1863. Sericoides pallida ingår i släktet Sericoides och familjen Melolonthidae. Inga underarter finns listade i Catalogue of Life.